# PKP řada Tr202

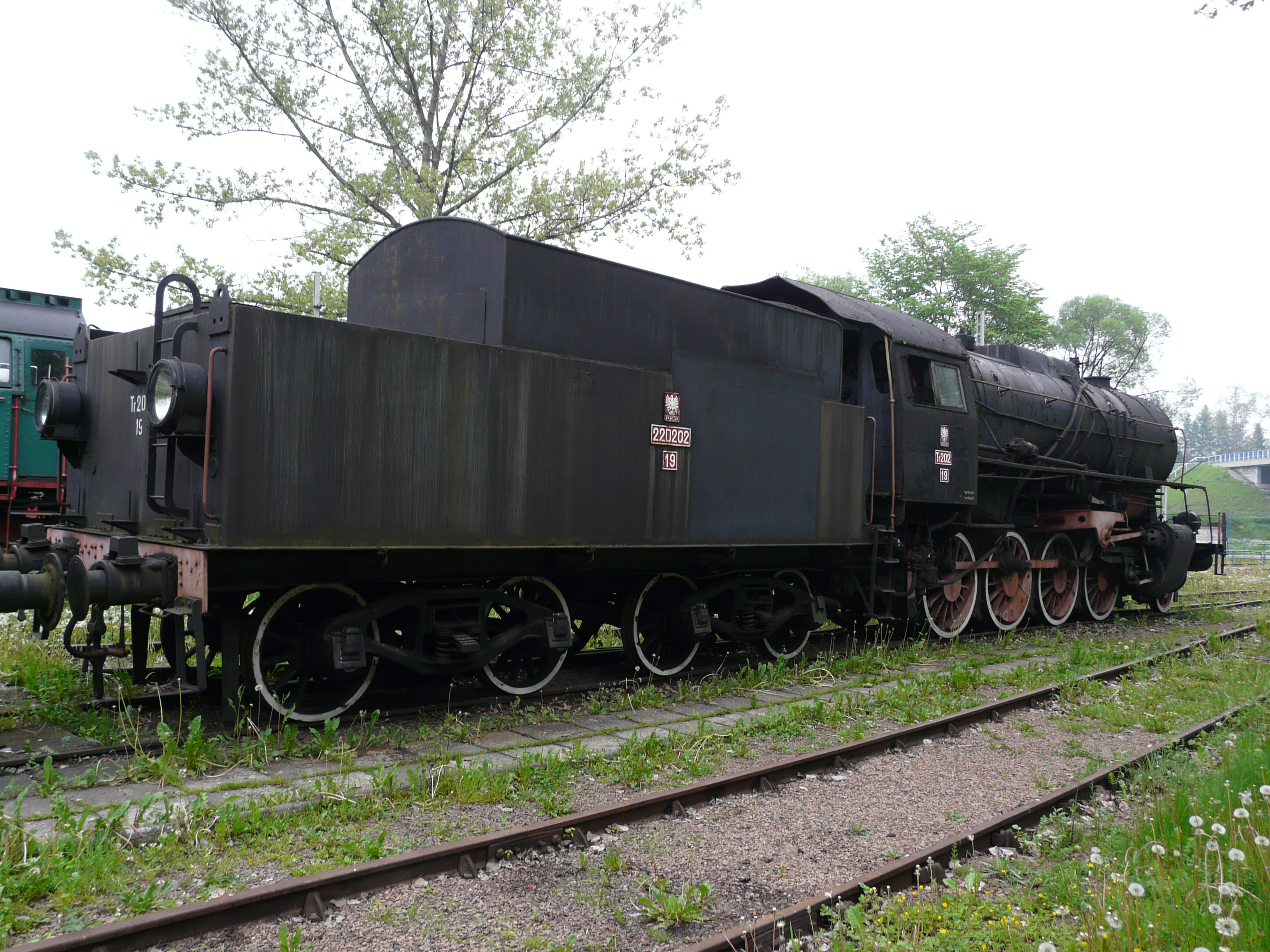
Lokomotiva Tr202-19 v Chabówce

Tr202 je polská parní lokomotiva, která pro polské železnice dodala britská společnost English Electric v roce 1946. Bylo vyrobeno asi 30 kusů. V roce 1994 byl stroj Tr202-19 rekonstruován zaměstnanci depa v Chabowce.